# Frullania pringlei
Frullania pringlei là một loài Rêu trong họ Jubulaceae. Fulford và Sharp lần đầu tiên chính thức mô tả loài này vào năm 1990.